# Chandi Bhanjyang (Syangja)
Chandi Bhanjyang – gaun wikas samiti w zachodniej części Nepalu w strefie Gandaki w dystrykcie Syangja. Według nepalskiego spisu powszechnego z 2001 roku liczył on 899 gospodarstw domowych i 4893 mieszkańców (2752 kobiet i 2141 mężczyzn).